# Атвуд (Теннессі)
Атвуд (англ. Atwood) — місто (англ. town) в США, в окрузі Керролл штату Теннессі. Населення — 940 осіб (2020).

## Географія
Атвуд розташований за координатами 35°58′21″ пн. ш. 88°40′11″ зх. д. / 35.97250° пн. ш. 88.66972° зх. д. (35.972509, -88.669804).  За даними Бюро перепису населення США в 2010 році місто мало площу 4,80 км², з яких 4,79 км² — суходіл та 0,00 км² — водойми. В 2017 році площа становила 4,49 км², уся площа — суходіл.

## Демографія
Згідно з переписом 2010 року, у місті мешкало 938 осіб у 397 домогосподарствах у складі 269 родин. Густота населення становила 196 осіб/км².  Було 448 помешкань (93/км²).
Расовий склад населення:
| - 80,8 % — білих - 16,7 % — чорних або афроамериканців - 0,9 % — корінних американців |

До двох чи більше рас належало 1,2 %. Частка іспаномовних становила 1,4 % від усіх жителів.
За віковим діапазоном населення розподілялося таким чином: 21,9 % — особи молодші 18 років, 60,1 % — особи у віці 18—64 років, 18,0 % — особи у віці 65 років та старші. Медіана віку мешканця становила 44,6 року. На 100 осіб жіночої статі у місті припадало 87,6 чоловіків;  на 100 жінок у віці від 18 років та старших — 85,6 чоловіків також старших 18 років.
Середній дохід на одне домашнє господарство  становив 37 458 доларів США (медіана — 32 500), а середній дохід на одну сім'ю — 44 988 доларів (медіана — 39 844). Медіана доходів становила 36 563 долари для чоловіків та 26 364 долари для жінок. За межею бідності перебувало 19,9 % осіб, у тому числі 43,5 % дітей у віці до 18 років та 5,5 % осіб у віці 65 років та старших.
Цивільне працевлаштоване населення становило 360 осіб. Основні галузі зайнятості: виробництво — 22,2 %, роздрібна торгівля — 19,2 %, мистецтво, розваги та відпочинок — 13,1 %, освіта, охорона здоров'я та соціальна допомога — 11,9 %.